# Кулик-сорока (рід)
Кулик-сорока (Haematopus) — рід прибережних птахів ряду сивкоподібних, єдиний рід родини куликосорокових (Haematopodidae).

## Етимологія
Латинська наукова назва Haematopus походить від двох грецьких слів — грец. αιμα — «кров», грец. πους — «ступня»

## Поширення
Кулики-сороки населяють морське узбережжя по всьомі світі, крім полярних регіонів та деяких тропічних районів Африки та Південно-Східної Азії. Два види трапляються у внутрішніх водоймах Євразії та Нової Зеландії.

## Опис
Тіло завдовжки 39-50 см, розмах крил 72-91 см, вага 520—820 г. Забарвлення або повністю чорне, або верх тіла чорний (або темно-коричневий), а нижня частина тіла біла. Ноги червоні або світло-бежеві, призначені для ходіння по болоті. Дзьоб червоного кольору. Його розмір залежить від раціону конкретного виду — довгі та гострі дзьоби мають види, що живляться хробаками, а міцні та коротші дзьоби призначені для живлення молюсками і крабами. Деякі види мають червоне навколоочне кільце.

## Спосіб життя
Навколоводні птахи. Птахи внутрішніх регіонів живляться дощовими хробаками та личинками комах. Узбережні птахи полюють на молюсків, ракоподібних, поліхет, рідше на голкошкірих та дрібних рибок. У сезон розмноження моногамні і територіальні. Гніздиться влітку. Гніздо облаштовує на землі. У гнізді 1-4 яйця плямистого маскувального забарвлення. Насиджують обидва партнери. Інкубація триває 24-39 днів, залежно від виду. Деякі птахи можуть підкидувати свої яйця у гнізда мартинів (гніздовий паразитизм).

## Палеонтологія
З пліоценових відкладень Флориди описано вид Haematopus sulcatus (Brodkorb, 1955), який згодом визнаний синонімом Haematopus palliatus. З міоценових відкладень Небраски описано близький до куликів-сорок рід Paractiornis.

## Види
| Українська назва             | Біноміальна назва               | Зображення |
| ---------------------------- | ------------------------------- | ---------- |
| Кулик-сорока південний       | H. ater Vieillot & Oudart, 1825 |            |
| Кулик-сорока чорний          | H. bachmani Audubon, 1838       |            |
| Кулик-сорока чатемський      | H. chathamensis Hartert, 1927   |            |
| Кулик-сорока новозеландський | H. finschi Martens, 1897        |            |
| Кулик-сорока австралійський  | H. fuliginosus Gould, 1845      |            |
| Кулик-сорока магеланський    | H. leucopodus Garnot, 1826      |            |
| Кулик-сорока довгодзьобий    | H. longirostris Vieillot, 1817  |            |
| Кулик-сорока канарський      | H. meadewaldoi Bannerman, 1913  |            |
| Кулик-сорока африканський    | H. moquini (Bonaparte, 1856)    |            |
| Кулик-сорока євразійський    | H. ostralegus Linnaeus, 1758    |            |
| Кулик-сорока американський   | H. palliatus Temminck, 1820     |            |
| Кулик-сорока мінливобарвний  | H. unicolor Forster, 1844       |            |